# Volker Henn
Volker Henn (* 28. September 1942 in Eitorf) ist ein deutscher Historiker, der sich insbesondere auf dem Gebiet der Hanseforschung einen Namen gemacht hat.
Volker Henn studierte Geschichte und wurde 1970 an der Universität Bonn mit einer Arbeit über Das ligische Lehnswesen im Westen und Nordwesten des mittelalterlichen deutschen Reiches promoviert. Von 1970 bis 2007 lehrte und forschte er an der Universität Trier.

## Schriften (Auswahl)
- Die Hanse – Einheit in der Vielheit? Verlag für Geschichte & Kultur, Trier 2022, ISBN 978-3-945768-29-7.
- als Bearb. mit Nils Jörn: Philippe Dollinger: Die Hanse, 6. vollst. überarb. u. akt. Aufl., Stuttgart 2012.[4]
- Das Bild der Hanse in der städtischen Geschichtsschreibung des Mittelalters und der frühen Neuzeit, Trier 2010.
- als Hrsg. mit Franz Irsigler: Aus rheinischer, westfälischer und hansischer Geschichte, Trier 2009.
- Das Störtebeker-Bild in der erzählenden Literatur des 19. und 20. Jahrhunderts. In: Wilfried Ehbrecht (Hrsg.): Störtebeker. 600 Jahre nach seinem Tod (= Hansische Studien. Band 15), Trier 2005, S. 273–290.
- als Hrsg. mit Marco Brösch, Silvia Schmidt und anderen: Ein Eberhardsklausener Arzneibuch aus dem 15. Jahrhundert (Stadtbibliothek Trier Hs. 1025/1944 8°) (= Klausener Studien. Band 1), Trier 2005.
- als Hrsg.: Die hansischen Tagfahrten zwischen Anspruch und Wirklichkeit (= Hansische Studien. Band 11), Porta-Alba-Verlag, Trier 2001, ISBN 3-933701-01-5.
- als Hrsg. mit Arnved Nedkvitne: Norwegen und die Hanse. Wirtschaftliche und kulturelle Aspekte im europäischen Vergleich (= Kieler Werkstücke. Reihe A: Beiträge zur schleswig-holsteinischen und skandinavischen Geschichte. Band 11). Lang, Frankfurt am Main 1994, ISBN 3-631-47950-6.
- Über die Anfänge des Brügger Hansekontors. In: Hansische Geschichtsblätter 107 (1989), S. 43–66.
- „Dye Historie is ouch als eyn Spiegell zo vnderwijsen dye Mynschen ...“. Zum Welt- und Geschichtsbild des unbekannten Verfassers der Koelhoffschen Chronik. In: Rheinische Vierteljahrsblätter 51 (1987), S. 224–249.
- Das ligische Lehnswesen im Westen und Nordwesten des mittelalterlichen deutschen Reiches, Bonn 1971 (zugleich: Dissertation, Universität Bonn).